# Lance Armstrong
Lance Armstrong (født Lance Edward Gunderson 18. september 1971) er en forhenværende amerikansk professionel cykelrytter.
I august 2012[kilde mangler] bekendtgjorde de amerikanske antidoping myndigheder, at Armstrong var fundet skyldig i ulovlig doping. Alle hans sejre i Tour de France og andetsteds tilbage til 1998 er blevet erklæret ugyldige og han er livsvarigt forvist fra cykelsporten.[kilde mangler] Det fremgår af den officielle hjemmeside for Tour de France, at også Armstrongs tredjeplads i 2009 er annulleret. Armstrong har erklæret, at han ikke vil anke disse beslutninger, da han "ønskede fred". [kilde mangler] Midt oktober 2012 havde den internationale cykelsports organisation endnu ikke taget stilling til den amerikanske rapport og er i øvrigt selv under anklage (især fra Frankrig) for at have dækket over [kilde mangler] den amerikanske cykelrytter. Den internationale anti-doping komité har derimod erklæret sig enig med amerikanerne.[kilde mangler]
Den 22. oktober 2012 blev Armstrong af den Internationale Cykelunion UCI frataget alle syv Tour de France-titler på grund af brug af doping. De syv år, hvor Armstrong vandt Tour de France, er der ikke blevet udråbt nogen vinder.[kilde mangler]
Armstrong har overlevet testikelkræft, en kimcelletumor, der metastaserede til hans hjerne og lunger, i 1996.[kilde mangler] Hans kræftbehandlinger indebar operationer i hjerne og testikler samt omfattende kemoterapi, og hans chancer for overlevelse var dårlige fra starten af.[kilde mangler] Nogle mener, at disse kræftsygdomme kom, enten helt eller delvist, på baggrund af hans store forbrug af doping i den tid.[kilde mangler]
I 1999 blev han udnævnt som American Broadcasting Companys Wide World of Sports' Årets Atlet. [kilde mangler] I år 2000 vandt han Prince of Asturias Award i kategorien sport. I 2002 udnævnte Sports Illustrated ham som Årets Sportsmand.[kilde mangler] Han blev ligeledes kåret som Associated Press Male Athlete of the Year i 2002, 2003, 2004 og 2005.[kilde mangler] Han modtog ESPN's ESPY Award som den bedste mandlige atlet i 2003, 2004, 2005 og 2006,[kilde mangler] og vandt BBC Sports Personality of the Year Overseas Personality-prisen i 2003.[kilde mangler] Armstrong trak sig tilbage fra cykelløbene 24. juli 2005, efter Tour de France 2005. Dog bekræftede han 9. september 2008, at han ville vende tilbage til konkurrencecyklingen til 2009-sæsonen. Australsk ABC meddelte 24. september 2008, at Armstrong ville deltage i South Australias Tour Down Under i starten af 2009.
I et interview med Oprah Winfrey den 17. januar 2013, indrømmede Armstrong, at han havde brugt forskellige præstationsfremmende stoffer i løbet af sin cykelkarriere.[kilde mangler]

## Tour de France-historie

### 2011
23. januar : Lance Armstrong afslutter det australske cykelløb Down Under. Dette blev det sidste professionelle cykelløb for Lance Armstrong.

### 2009
26. juliSluttede på løbets samlede tredjeplads kun overgået af sin holdkammerat Alberto Contador (som vandt samlet) og Team Saxo Banks Andy Schleck. På grund af Armstrongs fravær de foregående tre år fra touren, satsede[kilde mangler] Astana på den tidligere vinder Alberto Contador i første omgang og ville trække på Armstrongs styrke[kilde mangler] og store erfaring. Tredjepaldsen er sidenhen blevet frakendt ham. Men sportsdirektøren Johan Bruyneel (som også var sportsdirektør på Armstrongs tidligere hold) gav sin gamle ven gode fordele og muligheder for at ødelægge[kilde mangler] Albertos muligheder for sine egne chancer.
7. juliPå 4. etape (Montpellier-Montpellier), 39 km, vandt Astana Pro Team (holdtidskørsel), hvilket bragte Lance Armstrong op på 2. pladsen, mindre end et sekund fra den gule trøje.[kilde mangler]
4. juliGjorde comeback i Touren for Astana-holdet og sluttede som nr. 10 på prologen.[kilde mangler]

### 2005
Sammenlagt vinder af sin syvende Tour-sejr, hvilket var rekord. Alle syv sejre er sidenhen blevet frakendt ham på grund af dopingbrug.[kilde mangler]
23. juliVandt den afsluttende enkeltstart i og omkring Saint-Étienne, 55 km Denne sejr var amerikanerens 11. sejr på enkeltstarter i Tour de France, og etapesejr nummer 22 i alt.[kilde mangler]
5. juliPå 4. etape fra Tours til Blois, 67,5 km, vandt Team Discovery Channel (holdtidskørsel), og med sejren kom Lance Armstrong i spidsen af løbet.[kilde mangler]

### 2004
Sammenlagt vinder for 6. gang. Alle sejre er sidenhen blevet frakendt ham på grund af dopingbrug. [kilde mangler]
24. juliVandt den afsluttende enkeltstart fra Besançon til Besançon, 55 km. Denne sejr var amerikanerens 10. sejr på enkeltstarter i Tour de France, og etapesejr nummer 21 i alt.[kilde mangler]
22. juliVandt den sidste bjergetape i årets Tour de France.[kilde mangler]
21. juliVandt bjergenkeltstarten på Alpe d'Huez. Armstrong startede som sidste mand to minutter efter Ivan Basso, som var nummer to i løbet, men Armstrong indhentede og overhalede Basso og slog ham med 2:23, og vandt hele etapen med 1:01 til Jan Ullrich. [kilde mangler] Sejren sikrede Lance Armstrong sin gule trøje nummer 62. Armstrong kørte enkeltstarten med et rekordhøjt watt-tal. Han trådte 6,9 w/kg i gns. på etapen! [kilde mangler]
20. juliVandt første dag i bjergene, og kørte sig tilbage i den gule førertrøje for 61. gang. [kilde mangler]
17. juliVandt kongeetapen på 202,5 kilometer fra Lannemezan til Plateau de Beille. Etapesejr nummer 17 i Tour'en [kilde mangler]
7. juliPå 4. etape fra Cambrai til Arras, 64,5 km, vandt US Postal (holdtidskørsel), og med sejren kom Lance Armstrong i spidsen for løbet og vandt sin 60. gule førertrøje. [kilde mangler]

### 2003
Sammenlagt vinder for 5. gang i træk og tangerer dermed Miquel Indurains rekord. Alle sejre er sidenhen blevet frakendt ham på grund af dopingbrug.
Vandt bjergetapen til skisportsstedet Luz Ardiden, da han efter et styrt på sidste bjerg rykkede fra alle de andre. [kilde mangler] Efter Lance kom i mål kunne hans mekaniker i øvrigt konstatere, at hans cykelstel var flækket som følge af styrtet. [kilde mangler]

### 2002
Sammenlagt vinder for 4. gang. Alle sejre er sidenhen blevet frakendt ham på grund af dopingbrug.

### 2001
Sammenlagt vinder af Tour De France for 3. gang. Alle sejre er sidenhen blevet frakendt ham på grund af dopingbrug.

### 2000
Vandt for 2. gang Tour De France. Alle sejre er sidenhen blevet frakendt ham på grund af dopingbrug.

### 1999
Vandt sit første Tour De France. Alle sejre er sidenhen blevet frakendt ham på grund af dopingbrug.

### 1993
Vandt sin første etape i Tour de France [kilde mangler]
Vandt verdensmesterskaberne i linjeløb (yngste rytter til nogensinde at vinde VM) [kilde mangler]

## Andet
I 1993 vandt han både USA's mesterskab og verdensmesterskabet i landevejscykling. [kilde mangler]
I 1996 vandt han blandt andet Flèche Wallonne, og i de tidlige år var det især i klassikerne, han havde succes.[kilde mangler] Det skulle ændre sig markant, da Armstrong den 2. oktober fik konstateret testikelkræft på et sent stadium – så sent, at hans ene testikel blev fjernet med det samme.[kilde mangler]
Lægerne gav ham ikke mange chancer, men han kæmpede mod sygdommen på samme aggressive[kilde mangler] og beslutsomme måde, som han kæmpede for at vinde cykelløb, og udkommet blev en sejr. Inden han begyndte behandlingen fik han gemt sæd så han senere kunne blive far, og han har siden fået en søn samt tvillingepiger.
Han blev skilt fra sin kone i efteråret 2003, og 2004-2006 var han kæreste med sangerinden Sheryl Crow.
I sin første start i Europa sluttede Lance Armstrong sidst da han kørte alene i mål på Clasica San Sebastian.[kilde mangler] Der gik dog meget bedre i anden start, da han i løb nummer to blev nummer to i klassikeren Meisterschaft von Zürich.[kilde mangler]
I 2003 og 2004 kåret som årets sportsmand i USA.[kilde mangler] Cykling var da en lille sport i USA, uden den helt store opmærksomhed. [kilde mangler]
Fortatter af bøgerne: Det handler ikke om cyklen (It's Not About the Bike) 2002 og Hvert sekund tæller (Every Second Counts) 2004.
Blandt Lance Armstrongs gode venner er Robin Williams, som ofte har besøgt Lance Armstrong under Tour de France, hvor han bl.a. har siddet med i US Postals følgebil med sportsdirektøren.[kilde mangler]

## Familie og privatliv
Armstrong blev født af Linda Gayle (født Mooneyham), en sekretær, og Eddie Charles Gunderson, en rutemanager for The Dallas Morning News . Hans oldefar var søn af norske indvandrere. Han blev opkaldt efter Lance Rentzel, en Dallas Cowboys wide receiver. Hans far forlod hans mor, da Lance var to og faderen har to andre børn fra et andet forhold. Hans mor blev senere gift med Terry Keith Armstrong, en gros sælger, der adopterede Lance i 1974. Armstrong nægter at møde sin biologiske far.
Armstrong mødte Kristin Richard i juni 1997. De giftede sig den 1. maj 1998, og har tre børn sammen: Luke David, født oktober 1999, og tvillingerne Isabelle Rose og Grace Elisabeth, født november 2001. Graviditeten var muligt gennem sperm Armstrong havde leveret tre år tidligere, inden kemoterapi og kirurgi. Parret søgte om skilsmisse i september 2003. På Armstrong's anmodning blev hans børn fløjet til Tour de France-ceremonien i 2005, hvor Luke hjalp sin far med at hejse trofæet, mens hans døtre (i gule kjoler) holdt en løvemaskot og en buket gule blomster.
Armstrong begyndte at date singer-songwriter'en Sheryl Crow i slutningen af 2003 og afslørede deres forhold i januar 2004. Parret annoncerede deres forlovelse i september 2005, og deres splittelse i februar 2006.
I december 2008 meddelte Armstrong, at hans kæreste, Anna Hansen, var gravid med deres barn. Parret begyndte at date i juli 2008 efter at have mødt hinanden gennem Armstrongs velgørende arbejde. Selv om man mente, at Armstrong ikke længere kunne få børn, efter at have gennemgået kemoterapi for testikelkræft, blev dette barn undfanget naturligt. Drengen, Maxwell Edward Armstrong, blev født i 2009 i Aspen, Colorado. Armstrong annoncerede fødslen via Twitter. Armstrong var blevet en populær Twitter-bruger, med 3.385.486 tilhængere den 10. april 2012. I april 2010 meddelte Armstrong via Twitter, at Anna Hansen ventede hans femte barn. Olivia Marie Armstrong blev født i oktober 2010.
Armstrong ejer et hus i Austin, Texas, og Aspen, Colorado, samt en ranch i Texas Hill Country.

## Grand Tour-resultater
| Lance Armstrong: Grand Tour-resultater | Lance Armstrong: Grand Tour-resultater | Lance Armstrong: Grand Tour-resultater | Lance Armstrong: Grand Tour-resultater | Lance Armstrong: Grand Tour-resultater | Lance Armstrong: Grand Tour-resultater | Lance Armstrong: Grand Tour-resultater | Lance Armstrong: Grand Tour-resultater | Lance Armstrong: Grand Tour-resultater |
| -------------------------------------- | -------------------------------------- | -------------------------------------- | -------------------------------------- | -------------------------------------- | -------------------------------------- | -------------------------------------- | -------------------------------------- | -------------------------------------- |
|                                        | 2005                                   | 2006                                   | 2007                                   | 2008                                   | 2009                                   | 2010                                   | 2011                                   | 2012                                   |
| Giro d'Italia                          |                                        |                                        |                                        |                                        |                                        |                                        |                                        |                                        |
| Sammenlagt                             | -                                      | -                                      | -                                      | -                                      | 12                                     |                                        |                                        | {{{SamletGdI12}}}                      |
| Bjergkonkurrencen                      | -                                      | -                                      | -                                      | -                                      | >10                                    |                                        |                                        | {{{BjergGdI12}}}                       |
| Pointkonkurrencen                      | -                                      | -                                      | -                                      | -                                      | >10                                    |                                        |                                        | {{{PointGdI12}}}                       |
| Ungdomskonkurrencen                    | -                                      | -                                      | -                                      | -                                      | -                                      |                                        |                                        | {{{UngGdI12}}}                         |
| Etapesejre                             | -                                      | -                                      | -                                      | -                                      | 0                                      |                                        |                                        | {{{EtapGdI12}}}                        |
| Tour de France                         |                                        |                                        |                                        |                                        |                                        |                                        |                                        |                                        |
| Sammenlagt                             | -                                      | -                                      | -                                      | -                                      | 3                                      | 23                                     |                                        | {{{SamletTdF12}}}                      |
| Bjergkonkurrencen                      | -                                      | -                                      | -                                      | -                                      | >10                                    | >10                                    |                                        | {{{BjergTdF12}}}                       |
| Pointkonkurrencen                      | 8                                      | -                                      | -                                      | -                                      | >10                                    | >10                                    |                                        | {{{PointTdF12}}}                       |
| Ungdomskonkurrencen                    | -                                      | -                                      | -                                      | -                                      | -                                      | -                                      |                                        | {{{UngTdF12}}}                         |
| Etapesejre                             |                                        | -                                      | -                                      | -                                      | 0                                      | 0                                      |                                        | {{{EtapTdF12}}}                        |
| Vuelta a España                        |                                        |                                        |                                        |                                        |                                        |                                        |                                        |                                        |
| / Sammenlagt                           | -                                      | -                                      | -                                      | -                                      | -                                      |                                        |                                        | {{{SamletVaE12}}}                      |
| / Bjergkonkurrencen                    | -                                      | -                                      | -                                      | -                                      | -                                      |                                        |                                        | {{{BjergVaE12}}}                       |
| / Pointkonkurrencen                    | -                                      | -                                      | -                                      | -                                      | -                                      |                                        |                                        | {{{PointVaE12}}}                       |
| Kombinationskonkurrencen               | -                                      | -                                      | -                                      | -                                      | -                                      |                                        |                                        | {{{KombVaE12}}}                        |
| Etapesejre                             | -                                      | -                                      | -                                      | -                                      | -                                      |                                        |                                        | {{{EtapVaE12}}}                        |

- udg. = udgået